# Coreia do Sul nos Jogos Olímpicos de Verão de 2012
A Coreia do Sul competiu nos Jogos Olímpicos de Verão de 2012, que aconteceram na cidade de Londres, no Reino Unido, de 27 de julho até 12 de agosto de 2012.

## Medalhas
| Atleta                               | Esporte       | Evento                       | Medalha |
| ------------------------------------ | ------------- | ---------------------------- | ------- |
| Lee Sung-Jin Ki Bo-Bae Choi Hyeonju  | Tiro com arco | Equipes femininas            | Ouro    |
| Jin Jong-oh                          | Tiro          | Pistola de ar 10 m masculino | Ouro    |
| Ki Bo-Bae                            | Tiro com arco | Individual feminino          | Ouro    |
| Oh Jin-Hyek                          | Tiro com arco | Individual masculino         | Ouro    |
| Park Tae-Hwan                        | Natação       | 200 m livre masculino        | Prata   |
| Park Tae-Hwan                        | Natação       | 400 m livre masculino        | Prata   |
| Choi Young-Rae                       | Tiro          | Pistola livre 50 m masculino | Prata   |
| Im Dong-Hyun Kim Bub-Min Oh Jin-Hyek | Tiro com arco | Equipes masculinas           | Bronze  |

## Desempenho

### Badminton
Masculino
| Atleta                      | Prova   | Ronda dos 64           | Ronda dos 32           | Ronda dos 16           | Quartos-finais         | Semifinais             | Final                  | Final |
| Atleta                      | Prova   | Adversário e resultado | Adversário e resultado | Adversário e resultado | Adversário e resultado | Adversário e resultado | Adversário e resultado | Pos.  |
| --------------------------- | ------- | ---------------------- | ---------------------- | ---------------------- | ---------------------- | ---------------------- | ---------------------- | ----- |
| Lee Hyun-il                 | Simples |                        |                        |                        |                        |                        |                        |       |
| Shon Wan-ho                 | Simples |                        |                        |                        |                        |                        |                        |       |
| Jung Jae-sung Lee Yong-dae  | Duplas  |                        |                        |                        |                        |                        |                        |       |
| Ko Sung-hyun Yoo Yeon-seong | Duplas  |                        |                        |                        |                        |                        |                        |       |

Feminino
| Atleta                   | Prova   | Ronda dos 64           | Ronda dos 32           | Ronda dos 16           | Quartos-finais         | Semifinais             | Final                  | Final |
| Atleta                   | Prova   | Adversário e resultado | Adversário e resultado | Adversário e resultado | Adversário e resultado | Adversário e resultado | Adversário e resultado | Pos.  |
| ------------------------ | ------- | ---------------------- | ---------------------- | ---------------------- | ---------------------- | ---------------------- | ---------------------- | ----- |
| Sung Ji-hyun             | Simples |                        |                        |                        |                        |                        |                        |       |
| Bae Yoon-joo             | Simples |                        |                        |                        |                        |                        |                        |       |
| Ha Jung-eun Kim Min-jung | Duplas  |                        |                        |                        |                        |                        |                        |       |
| Jung Kyung-eun Kim Ha-na | Duplas  |                        |                        |                        |                        |                        |                        |       |

Misto
| Atleta                   | Prova  | Ronda dos 64           | Ronda dos 32           | Ronda dos 16           | Quartos-finais         | Semifinais             | Final                  | Final |
| Atleta                   | Prova  | Adversário e resultado | Adversário e resultado | Adversário e resultado | Adversário e resultado | Adversário e resultado | Adversário e resultado | Pos.  |
| ------------------------ | ------ | ---------------------- | ---------------------- | ---------------------- | ---------------------- | ---------------------- | ---------------------- | ----- |
| Lee Yong-dae Ha Jung-eun | Duplas |                        |                        |                        |                        |                        |                        |       |

### Futebol
Masculino
| Equipe | Equipe | Fase de grupos                       | Fase de grupos | Quartas                | Semifinal              | Final                  | Pos. |
| Equipe | Equipe | Adversário e resultado               | Pos.           | Adversário e resultado | Adversário e resultado | Adversário e resultado | Pos. |
| --- | --- | ------------------------------------ | -------------- | ---------------------- | ---------------------- | ---------------------- | ---- |
| Jung Sung-Ryong Oh Jae-Suk Yun Suk-Young Kim Young-Gwon Kim Kee-Hee Ki Sung-Yueng Kim Bo-Kyung Baek Sung-Dong Ji Dong-Won | Park Chu-Young Nam Tae-Hee Hwang Seok-Ho Koo Ja-Cheol Kim Chang-Soo Park Jong-Woo Jung Woo-Young Kim Hyun-Sung Lee Beom-Young | MEX México E 0-0 SUI Suíça GAB Gabão |                |                        |                        |                        |      |

### Halterofilismo(10 atletas)
Masculino
| Atleta         | Evento | Arranque (kg) | Arremesso (kg) | Total (kg) | Posição |
| -------------- | ------ | ------------- | -------------- | ---------- | ------- |
| Ji Hun-Min     | -62kg  | 135,0         | DNF            | DNF        | DNF     |
| Won Jeong-Sik  | -69kg  | 144,0         | 178,0          | 322,0      | 7º      |
| Sa Jae-Hyouk   | -77kg  | 158,0         | DNF            | DNF        | DNF     |
| Kim Min-Jae    | -94kg  | 185,0         | 210,0          | 395,0      | 8º      |
| Kim Hwa-Seung  | -105kg | DNF           | DNF            | DNF        | DNF     |
| Jeon Sang-Guen | +105kg | 190,0         | 246,0          | 436,0      | 4º      |

Feminino
| Atleta         | Evento | Arranque (kg) | Arremesso (kg) | Total (kg) | Posição |
| -------------- | ------ | ------------- | -------------- | ---------- | ------- |
| Yang Eun-Hye   | -58kg  | 87,0          | 113,0          | 200,0      | 14º     |
| Mun Yu-Ra      | -69kg  | DNF           | DNF            | DNF        | DNF     |
| Lim Ji-Hye     | -75kg  | 97,0          | 126,0          | 223,0      | 10º     |
| Jang Mi-Ranulu | +75kg  | 125,0         | 164,0          | 289,0      | 4º      |

### Natação
Masculino
| Atletas       | Evento       | Eliminatórias | Eliminatórias | Semifinal | Semifinal | Final       | Final       |
| Atletas       | Evento       | Tempo         | Posição       | Tempo     | Posição   | Tempo       | Posição     |
| ------------- | ------------ | ------------- | ------------- | --------- | --------- | ----------- | ----------- |
| Jung Won-Yong | 400 m medley | 4min23s12     | 28º           |           |           | Não avançou | Não avançou |

Feminino
| Atletas       | Evento          | Eliminatórias | Eliminatórias | Semifinal   | Semifinal   | Final       | Final       |
| Atletas       | Evento          | Tempo         | Posição       | Tempo       | Posição     | Tempo       | Posição     |
| ------------- | --------------- | ------------- | ------------- | ----------- | ----------- | ----------- | ----------- |
| Baek Il-Joo   | 200 m livre     | 2min04s32     | 33º           | Não avançou | Não avançou | Não avançou | Não avançou |
| Kim Ga-Eul    | 400 m livre     | 4min43s46     | 34º           |             |             | Não avançou | Não avançou |
| Han Na-Kyeong | 800 m livre     | 8min57s26     | 32º           | Não avançou | Não avançou |             |             |
| Ham Chan-Mi   | 200 m costas    | 2min15s30     | 31º           | Não avançou | Não avançou | Não avançou | Não avançou |
| Kim Hye-Jin   | 100 m peito     | 1min09s79     | 33º           | Não avançou | Não avançou | Não avançou | Não avançou |
| Back Su-Yeon  | 200 m peito     | 2min25s76 Q   | 7º            | 2min28s74   | 16º         | Não avançou | Não avançou |
| Jeong Da-Rae  | 200 m peito     | 2min26s83 Q   | 14º           | 2min24s67   | 9º          | Não avançou | Não avançou |
| Choi Hye-Ra   | 200 m borboleta | 2min08s45 Q   | 10º           | 2min08s32   | 14º         | Não avançou | Não avançou |
| Choi Hye-Ra   | 200 m medley    | 2min14s91     | 23º           | Não avançou | Não avançou | Não avançou | Não avançou |
| Kim Seoyeong  | 400 m medley    | 4min43s99     | 17º           |             |             | Não avançou | Não avançou |

### Remo
Masculino
| Equipe        | Evento        | Eliminatórias | Eliminatórias | Repescagem | Repescagem | Quartas | Quartas  | Semifinal | Semifinal | Final   | Final                |
| Equipe        | Evento        | Tempo         | Posição       | Tempo      | Posição    | Tempo   | Posição  | Tempo     | Posição   | Tempo   | Posição (Pos. final) |
| ------------- | ------------- | ------------- | ------------- | ---------- | ---------- | ------- | -------- | --------- | --------- | ------- | -------------------- |
| Kim Dong-Yong | Skiff simples | 7m05s24       | 4º R          | 7m03s91    | 2º Q       | 7m16s22 | 5º S C/D | 7m48s09   | 4º FD     | 7m27s94 | 3º (21º)             |

### Tiro
Masculino
| Atleta                             | Evento                | Qualificação | Qualificação | Final       | Final       | Posição          |
| Atleta                             | Evento                | Placar       | Posição      | Placar      | Total       | Posição          |
| ---------------------------------- | --------------------- | ------------ | ------------ | ----------- | ----------- | ---------------- |
| Choi Young-Rae                     | Pistola de ar de 10 m | 569          | 35º          | Não avançou | Não avançou | 35º              |
| Jim Jon-oh                         | Pistola de ar de 10 m | 588          | 1º           | 100.2       | 688.2       | Medalha de ouro  |
| Kim Dae-Yoong                      | Tiro rápido 25 m      | 579          | 10º          | Não avançou | Não avançou | 10º              |
| Choi Young-Rae                     | Pistola livre 50 m    | 569          | 1º           | 92.5        | 661.5       | Medalha de prata |
| Jin Jong-Oh                        | Pistola livre 50 m    | 562          | 5º           | 100.0       | 662.0       | Medalha de ouro  |
| Kim Jong-Hyun (atirador esportivo) | Carabina de ar 10 m   | 593          | 17º          | Não avançou | Não avançou | 17º              |
| Han Jin-Seop                       | Carabina de ar 10 m   | 590          | 32º          | Não avançou | Não avançou | 32º              |
| Han Jin-Seop                       | Carabina deitado 50 m | 595          | 5º           | 103.2       | 698.2       | 6º               |
| Kim Hak-Man                        | Carabina deitado 50 m | 594          | 15º          | Não avançou | Não avançou | 15°              |
| Cho Yong-Seong                     | Skeet                 | 109          | 35º          | Não avançou | Não avançou | 35º              |

### Tiro com arco(6 atletas)
| Atleta                               | Prova                | Rodada de classificação | Rodada de classificação | Ronda dos 64                                 | Ronda dos 32                                  | Ronda dos 16                                | Quartos-finais                            | Semifinais                                | Final                                       | Final             |
| Atleta                               | Prova                | Placar                  | Pos.                    | Adversário e resultado                       | Adversário e resultado                        | Adversário e resultado                      | Adversário e resultado                    | Adversário e resultado                    | Adversário e resultado                      | Pos.              |
| ------------------------------------ | -------------------- | ----------------------- | ----------------------- | -------------------------------------------- | --------------------------------------------- | ------------------------------------------- | ----------------------------------------- | ----------------------------------------- | ------------------------------------------- | ----------------- |
| Kim Bub-Min                          | Individual masculino | 698                     | 2º                      | FIJ R. Elder V 2-0, 2-0, 0-2, 0-2, 2-0       | IND R. Elder V 2-0, 2-0, 0-2, 2-0             | MDA D. Olaru V 2-0, 2-0, 1-1, 2-0           | CHN X. Dai D 0-2, 1-1, 2-0, 2-0, 0-2, 0-1 | Não avançou                               | Não avançou                                 | Não avançou       |
| Im Dong-Hyun                         | Individual masculino | 699                     | 1º                      | SMR E. Guidi V 2-0, 2-0, 2-0                 | TPE C-p. Wang V 1-1, 2-0, 2-0, 0-2, 1-1       | NED R. van der Ven D 0-2, 1-1, 0-2, 0-2     | Não avançou                               | Não avançou                               | Não avançou                                 | Não avançou       |
| Oh Jin-Hyek                          | Individual masculino | 690                     | 3º                      | SUI A. Muller V 1-1, 2-0, 0-2, 2-0, 2-0      | MEX L. Álvarez V 1-1, 2-0, 0-2, 2-0, 1-1      | POL R. Dobrowolski V 2-0, 2-0, 2-0          | UKR V. Ruban V 2-0, 1-1, 2-0, 2-0         | CHN X. Dai V 0-2, 2-0, 1-1, 0-2, 2-0, 1-0 | JPN T. Furukawa V 2-0, 2-0, 1-1, 2-0        | Medalha de ouro   |
| Kim Bub-Min Oh Jin-Hyek Im Dong-Hyun | Equipes              | 2087                    | 1º                      |                                              |                                               | Bye                                         | UKR Ucrânia V 227-220                     | USA Estados Unidos D 219-224              | Disputa pelo bronze: MEX México V 224-219   | Medalha de bronze |
| Ki Bo-Bae                            | Individual feminino  | 671                     | 1º                      | IRQ R. Al-Mashhadani V 2-0, 2-0, 2-0         | BLR E. Timofeyeva V 2-0, 0-2, 2-0, 2-0        | JPN R. Hayakawa V 2-0, 2-0, 2-0             | RUS K. Perova V 1-1, 2-0, 0-2, 2-0, 1-1   | USA K. Lorig V 1-1, 2-0, 1-1, 2-0         | MEX A. Roman V 2-0, 1-1, 0-2, 2-0, 0-2, 1-0 | Medalha de ouro   |
| Lee Sung-Jin                         | Individual feminino  | 671                     | 2º                      | SAM M. Tuimalealiifano V 2-0, 2-0, 2-0       | GEO K. Esebua V 2-0, 2-0, 0-2, 2-0            | MGL U. Bishindee V 2-0, 2-0, 2-0            | MEX M. Avitia D 2-0, 0-2, 0-2, 0-2        | Não avançou                               | Não avançou                                 | Não avançou       |
| Choi Hyeonju                         | Individual feminino  | 651                     | 21º                     | ITA J. Tomasi V 0-2, 1-1, 2-0, 0-2, 2-0, 1-0 | ESP I. Grandal V 2-0, 1-1, 2-0, 0-2, 0-2, 1-0 | FRA B. Schuh D 0-2, 1-1, 0-2, 2-0, 2-0, 0-1 | Não avançou                               | Não avançou                               | Não avançou                                 | Não avançou       |
| Ki Bo-Bae Lee Sung-Jin Choi Hyeonju  | Equipes              | 1993                    | 1º                      |                                              |                                               | Bye                                         | DEN Dinamarca V 206-195                   | JPN Japão V 221-206                       | CHN China V 210-209                         | Medalha de ouro   |

### Triatlo
| Atleta     | Evento    | Natação (1,5 km) | Ciclismo (40 km) | Corrida (10 km) | Tempo total | Posição |
| ---------- | --------- | ---------------- | ---------------- | --------------- | ----------- | ------- |
| Heo Min-Ho | Masculino | 18m02            | 59m46            | 35m36           | 1h54m30     | 54º     |